# ديني غونزاليس
ديني غونزاليس (بالإنجليزية: Denny González)‏ هو لاعب كرة قاعدة أمريكي، ولد في 22 يوليو 1963 في Sabana Grande de Boyá ‏ في جمهورية الدومينيكان.

## وصلات خارجية
- ديني غونزاليس على موقع دوري كرة القاعدة الرئيسي (الإنجليزية)
- ديني غونزاليس على موقع الدوري الياباني لكرة القاعدة (الإنجليزية)
- ديني غونزاليس على موقعبيزبول رفرنس.كوم (الدوري الرئيسي) (الإنجليزية)
- ديني غونزاليس على موقعبيزبول رفرنس.كوم (الدوري الثانوي) (الإنجليزية)
- ديني غونزاليس على موقع إي إس بي إن.كوم (أم.أل.بي) (الإنجليزية)
- ديني غونزاليس على موقع مشجعي الرسوم البيانية (الإنجليزية)